# Brucita
La brucita és un mineral de la classe dels hidròxids que pertany al grup de la brucita. Està compost principalment de magnesi i conté petites quantitats de manganès i ferro. Rep el seu nom del mineralogista estatunidenc A. Bruce (1777-1818). La varietat fibrosa de la brucita s'anomena nemalita.
Segons la classificació de Nickel-Strunz, la brucita pertany a «04.FE - Hidròxids (sense V o U) amb OH, sense H₂O; làmines d'octaedres que comparetixen angles» juntament amb els següents minerals: amakinita, portlandita, pirocroïta, theofrastita, bayerita, doyleïta, gibbsita, nordstrandita, boehmita, lepidocrocita, grimaldiïta, heterogenita, feitknechtita, litioforita, quenselita, ferrihidrita, feroxyhyta, vernadita i quetzalcoatlita.
Als territoris de parla catalana ha estat descrita a la pedrera Àngel i a les pedreres de Gualba (Vallès Oriental), a les mines de Costabona (Prats de Molló i la Presta, Vallespir) i a les mines Roca del Turó i Fra Joan (Ripollès).